# Fimbristylis zatei
Fimbristylis zatei är en halvgräsart som beskrevs av W.Khan och D.P.Chavan. Fimbristylis zatei ingår i släktet Fimbristylis och familjen halvgräs. Inga underarter finns listade i Catalogue of Life.